# Piliaieve
Piliaieve ist eine Riffinsel des Nui-Atolls im pazifischen Inselstaat Tuvalu.

## Geographie
Die Insel ist zusammen mit Talalolae und Pakantou eine der zentralen Inseln des Atolls. Nach Süden schließt sich die Insel Unimai an.